# يوجين لويس دودارو
يوجين لويس دودارو (بالإنجليزية: Eugene Louis Dodaro)‏ (من مواليد 7 مايو 1951) هو المراقب العام للولايات المتحدة ورئيس مكتب محاسبة الحكومة في الولايات المتحدة (GAO). من 1 أكتوبر 2000 حتى 12 مارس 2008، كان الرئيس التنفيذي للعمليات (COO) من مكتب محاسبة الحكومة.
في 15 فبراير 2008 ، عندما أعلن المراقب العام السابع للولايات المتحدة «دافيد ووكر» أنه سيغادر منصبه قبل نهاية فترته البالغة 15 عاماً للعمل في مؤسسة بيتر جي بيترسون، وعين دودارو ليحل محله. وفي 13 مارس 2008، أصبح دودارو مراقب الحسابات العام المؤقت وتمت الموافقة على تعيينه من قبل مجلس الشيوخ الأمريكي لمدة خمسة عشر عامًا في 22 ديسمبر 2010.
يوجين لويس دودارو هو ابن جيم وبيتي دودارو ونشأ في مونيسين بولاية بنسلفانيا.

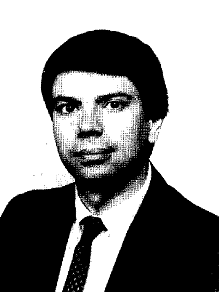
يوجين لويس دودارو في عام 1985.

## التاريخ الوظيفي
انضم السيد دودارو إلى مكتب محاسبة الحكومة في عام 1973.  وكان أول منصب تنفيذي يشغله هو المدير المساعد لقضايا الإدارة في قسم الحكومة العامة. في عام 1993 تم تعيينه كمساعد مراقب عام للمحاسبة وإدارة المعلومات.  وفي عام 1999 أصبح ثاني شخصية في مكتب محاسبة الحكومة..

## الجوائز والأوسمة
في عام 1981، حصل دودارو على جائزة مكتب محاسبة الحكومة لخدمات الاستحقاق.  وفي عام 1989 حصل على جائزة Arthur S. Flemming نظرًا لأداءه المتميز في الحكومة. وفي عام 2001، أصبح زميلاً للأكاديمية الوطنية للإدارة العامة، وفي عام 2003 حصل على جائزة الخدمة العامة الوطنية المرموقة التي تمنحها تلك الأكادمية.

## مواضيع ذات صلة
- مكتب محاسبة الحكومة

## روابط خارجية
- السيرة الذاتية ليوجين دودارو